# Necrose de liquefação
A Necrose de liquefação ou necrose liquefativa, também conhecida como necrose por coliquação ou coliquativa ao contrário da necrose de coagulação, apresenta a área necrótica de consistência mole; na maioria das vezes o tecido morto se encontra mesmo liquefeito...
A zona morta adquire uma conscistência mole, semifluida ou até liquefeita, é comum após casos de anóxia no tecido nervoso, na supra-renal ou na mucosa gástrica. O processo de liquefação é desencadeado após a liberação em cascata de uma grande quantidade de enzimas lisossômicas. Nas inflamações purulentas também ocorre esse tipo de necrose tecidual, produzidas pelas enzimas liberadas pelos leucócitos exsudatos.